# Føtex
føtex er en dansk varehuskæde,, der er en del af Salling Group og blev grundlagt af koncernens grundlægger Herman Salling i 1960. Pr. 24. april 2022 tæller kæden 106 butikker.
Navnet er en forkortelse af "fødevarer og tekstiler". Konceptet med store butikker der både solgte fødevarer og tøj var det første af sin art i Danmark, og det blev indført efter Herman Sallings idé, som bl.a. havde fået inspirationen fra rejser i USA. Det staves konsekvent med småt.
Den dag i dag udgør non-food-varer som tøj og isenkram 30 procent af omsætningen i Føtex-varehusene.  Derved adskiller de sig fra supermarkeder, hvor non-food som hovedregel udgør mindre end 20 % af omsætningen.
Føtex har cirka 45.000 varenumre i sortimentet (2024), hvilket er cirka halvdelen af Bilka.

## Historie
Den første føtex-butik åbnede i Guldsmedgade i Aarhus i 1960 og eksisterer stadig, dog som en føtex food. Det var den første forretning af sin art herhjemme, som tilbød et bredt sortiment af fødevarer, nonfoodvarer og tekstiler. Den første Føtex-butik i København åbnede på Vesterbrogade i 1977.
Den 2. november 2017 åbnede føtex butik nummer 100 i CeresByen i Aarhus i form af et Føtex Food-supermarked.
Efter mere end 50 års ejerskabsdeling og samarbejde med A.P. Møller – Mærsk, overtog Salling fra november 2017 det fulde ejerskab af Dansk Supermarked A/S, som året efter skiftede navn til Salling Group.
Konceptet føtex food blev introduceret i 2009. føtex food fokuserer i højere grad på luksusbetonede varer og sælger som navnet antyder primært fødevarer, dog suppleret med øvrige dagligvarer såsom rengøringsartikler og personlig pleje. I Aarhus blev tre eksisterende butikker i slutningen af 2008 omdannet til føtex food, med åbning af føtex Food i Skæring udenfor Aarhus som det første i 2009, hvoraf et enkelt af varehusene i forvejen kun fokuserede på fødevarer. Føtex food var Salling Groups modsvar på Coops Irma City.
Føtex har med jævne mellemrum sænket priserne på en række varer for at kunne matche discountbutikkerne, senest i 2023.

## Varehuse
Varehuse inddelt i regioner efteråret 2013:
| Region             | Antal | By |
| ------------------ | ----- | --- |
| Region Hovedstaden | 28    | Albertslund, Ballerup (Ballerup Centret, Lautrupcentret), Birkerød, Dragør, Egedal, Kokkedal, Frederiksberg (Frederiksberg Centret, Nordre Fasanvej), Frederikssund, Glostrup, Helsingør, Herlev, Hillerød, Hvidovre (Frihedens Butikscenter, Hvidovrevej), København (Amagerbrogade, Amagercentret, Fisketorvet, Husum, Kirkegårdsvej, Nørrebro, Vanløse, Vesterbrogade, Østerbro), Lyngby Hovedgade, Lyngby Storcenter, Rødovre, City2 (Taastrup) |
| Region Sjælland    | 10    | Greve, Holbæk,Kalundborg, Korsør, Nykøbing F (Guldborgsundcentret), Ringsted, Roskilde (Ro's Torv, Stationscentret), Ølby |
| Region Syddanmark  | 19    | Esbjerg (Smedegade), Fredericia (Prinsessegade, Venusvej), Faaborg, Haderslev, Kolding (Helligkorsgade og på hjørnet af Sdr. Ringvej og Vonsildvej), Middelfart, Nyborg, Odense (Bolbro, Rosengårdcentret, Vesterbro), Ribe, Svendborg, Sønderborg, Varde, Vejle (Nørregade, Føtexhus(nyt navn for Windfeld Hansen Centeret), Aabenraa |
| Region Midtjylland | 22    | Ebeltoft, Herning, Horsens, Ikast, Randers (Dytmærsken, Mariagervej), Silkeborg (Nørrevænget, Torvet), Skanderborg, Skive, Viborg, Aarhus (M.P. Bruuns Gade, Egå, Frederiks Allé, Guldsmedgade, Holme, Skejby, Skæring, Storcenter Nord, Viby Torv) |
| Region Nordjylland | 10    | Brønderslev, Frederikshavn, Hjørring, Hobro, Thisted, Aalborg (Hasseris, Niels Bohrsvej, Nørresundby, Slotsgade, Eternitgrunden) |

### Tidligere varehuse
Der har tidligere været varehuse på følgende lokaliteter. De er med tiden enten flyttet til andre steder i byen eller lukket.
- Brønderslev (Østergade)
- Fredericia (Gothersgade)
- Frederikshavn (Havnegade)
- Faaborg (Mellemgade)
- Hjørring (Springvandspladsen)
- Horsens (Hospitalsgade)
- Odder (Banegårdsgade) (Føtex food)
- Silkeborg (Borgergade)
- Skanderborg
- Struer (Vestergade)
- Taastrup (Gadehavegårdsvej)
- Fredensborg Føtex food lukket januar 2013
- Holstebro lukket 15. maj 2013
- Næstved lukket 2013
- Aarhus City Vest lukket 28. august 2023